# Lumina
Lumina 桌面环境，或简称Lumina，是一个基于插件的UNIX和类Unix操作系统的桌面环境。它被专门设计为TrueOS的系统接口，以及从BSD派生的系统 ，但已被移植到各种Linux 发行版。

## 歷史

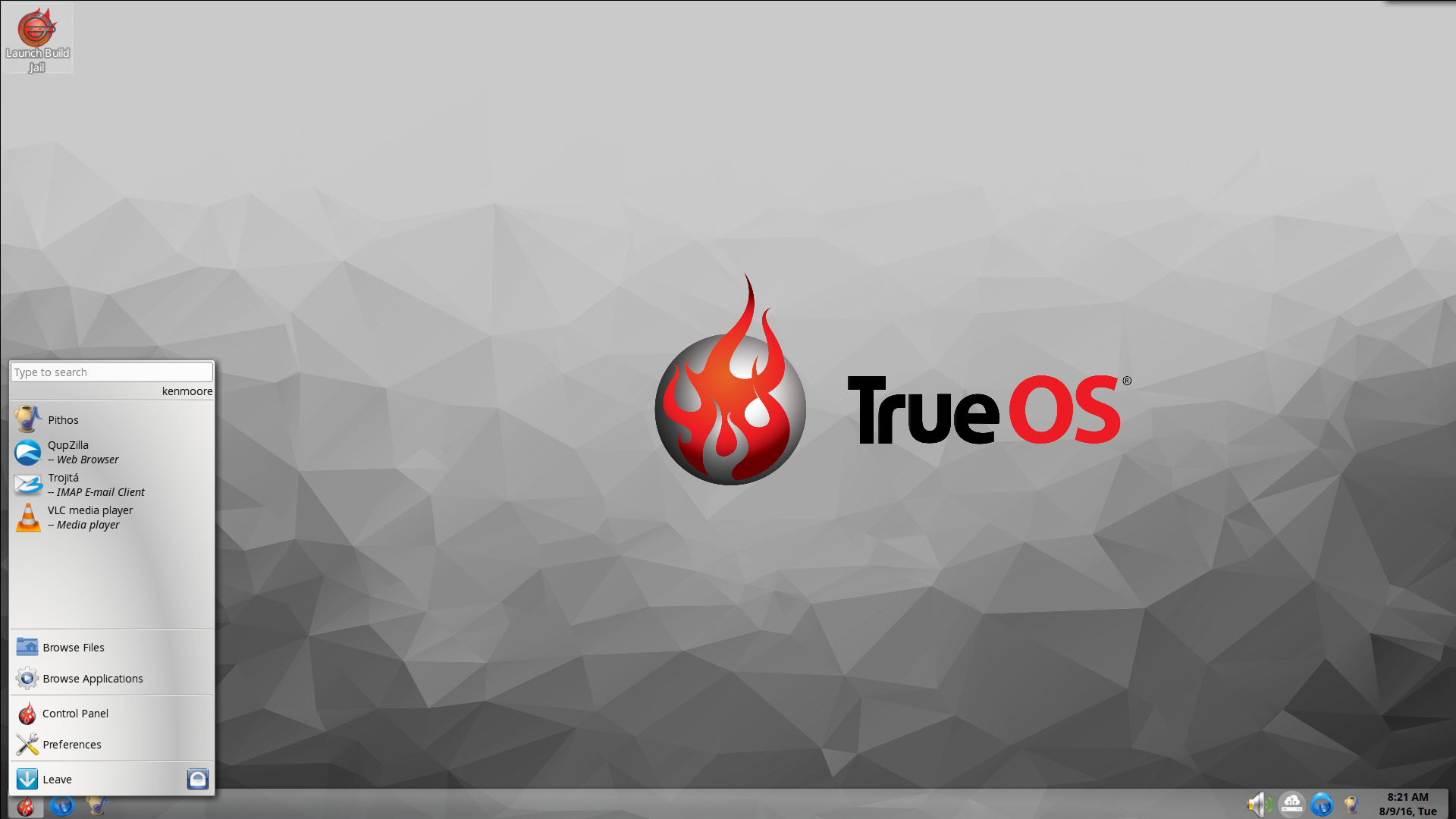
TrueOS使用Lumina 1.0.0桌面的螢幕擷圖

Lumina 由 Ken Moore 于2012年创建，最初是 Fluxbox 的一组扩展，其爲X視窗系統的堆叠窗口管理器。到2013年底，Moore 开发了基于Qt4的 Fluxbox 图形覆盖，并创建了一个用于“启动应用程序和打开文件”的实用程序。代码库于2014年初集成到PC-BSD源存储库中，并于2014年4月将一个移植添加到FreeBSD Ports集合中。源代码已被移至单独的GitHub存储库并转换为使用Qt5。开发还专注于開發一個基于 Qt 的窗口管理器替换 Fluxbox 核心。
该项目避免使用基于 Linux 的工具或框架，例如D-Bus、Polkit和systemd。 

## 特征
桌面和应用程序菜单在首次启动时动态配置，因为桌面环境会自动找到已安装的应用程序以添加到菜单中并作为桌面图标。默认面板包括开始菜单、任务管理器和系统托盘，并且可以自定义其位置。可以通过“开始”菜单或在桌面背景上右键单击鼠标来访问菜单。
某些功能是 TrueOS 特有的，包括屏幕亮度的硬件控制（显示器背光）、防止关闭更新系统以及与各种 TrueOS 实用程序的集成。
实用程序包括Insight（文件管理器），File Information（顯示文件的格式和其他详细信息）和Lumina Open（根据选定的文件或文件夹启动应用程序）。
1.4 版包括几个新的实用程序。PDF阅读器lumina-pdf基于poppler库。Lumina 主题引擎取代了早期的主题系统；它使用户能够配置桌面外观和功能，并确保所有Qt5应用程序“呈现统一的外观”。

## 移植
Lumina 已被移植到各种 BSD 操作系统和Linux 发行版。这些包括：
- BSD
  - TrueOS[8]
  - DragonFly BSD[8]
  - FreeBSD[9]
  - NetBSD[8]
  - OpenBSD[8]
  - kFreeBSD[8]
- Linux 發行版
  - AntiX[10]
  - Arch Linux[11]
  - Debian[8]
  - Fedora 24[12]
  - Gentoo Linux[8]
  - Manjaro Linux[12]
  - NixOS[12]
  - PCLinuxOS[12]
  - Void Linux[13]